# Spa (stad)
Spa (Waals: Spå/Spâ) is een stad en gemeente in de Belgische provincie Luik en het arrondissement Verviers, aan de rivier de Wayai. De gemeente telt ruim 9.800 inwoners. De thermen van Spa staan sinds 2021 op de UNESCO-Werelderfgoedlijst als onderdeel van de Historische kuuroorden van Europa.

## Etymologie
Volgens een in toeristische milieus populaire en ook door het mineraalwaterbedrijf Spadel vaak gebruikte verklaring, zou het toponiem 'Spa' afgeleid zijn van het Latijnse sparsa, voltooid deelwoord van spargere, wat 'opwellen' of 'spuiten' betekent, en zou Spa dus opwellende bron betekenen. Waarschijnlijker dateert de naam uit de Romeinse periode, toen de Romeinen het Spa-mineraalwater allerlei geneeskundige krachten toedichtten en de plaats Aquae Spadanae werd genoemd. Sinds de middeleeuwen werden allerlei ziekten die verondersteld werden het gevolg te zijn van ijzertekort in het bloed behandeld door het drinken van ijzerhoudend bronwater. Toen ijzermeester (ijzerertssmelter) Colijn De Wolf (Collin Le Loup) uit Breda hiervoor in 1326 een kuur bedacht, noemde hij zijn waterbron Espa, wat in het oud-Waals 'fontein' betekent.
Toch bestaat er over de etymologische verklaring geen eensgezindheid en zou Spa ook afkomstig kunnen zijn van het oud-Waalse spās/spōs, afgeleid van het Latijnse sparsa (de vrouwelijke uitgang van sparsus) wat "verstrooid, verspreid of versnipperd" betekent en zou verwijzen naar de verspreide ligging van de huizen in het dorp door de talrijke thermale bronnen. Andere referenties verklaren Spa als een 'vrije ruimte', afgeleid van het Waalse spâ en het Latijnse spatia, meervoud van spatium wat ruimte betekent.

## Geschiedenis
In de middeleeuwen behoorde Spa tot het markgraafschap Franchimont, genoemd naar de burcht in het naburige Theux. Spa kreeg in 1594 stadsrechten.
Spa was tot ongeveer 1980 het belangrijkste toeristische centrum van de Ardennen. De vermeende geneeskrachtige werking van het ijzer- en koolzuurhoudend water van de thermen van Spa was al in de 16e eeuw bekend. In 1764 werd de eerste badinrichting gebouwd en kreeg de stad bekendheid als kuuroord. In 1774 werd er het tweede casino van Europa geopend. In de 19e eeuw werd Spa zo bekend dat in het Engels "spa" een soortnaam voor kuuroord werd. De welgestelde bourgeoisie liet er kasteeltjes bouwen. Talrijke gekroonde hoofden, componisten en schrijvers verbleven in Spa.
Het Concours de Beauté dat op 19 september 1888 in het Casino werd gehouden, was de eerste schoonheidswedstrijd ter wereld.
Koningin Maria-Hendrika woonde van 1893 tot haar dood in 1902 in de Villa Royale; daar ontvluchtte ze de problemen van Laken.
Van maart tot november 1918, tijdens de Eerste Wereldoorlog, vestigden de Duitsers in Spa het hoofdkwartier van hun militaire opperbevel. Hier, in Hôtel Britannique, planden de strategen het laatste offensief op het westfront, Operatie Michael. Keizer Wilhelm II van Duitsland ontvluchtte in oktober 1918 Duitsland, dat op het punt stond de oorlog te verliezen, voor de toenemend anti-monarchale stemming die zich in zijn land verspreidde. Hij nam zijn intrek in Kasteel La Fraineuse, dicht bij het militaire hoofdkwartier. Toen hij op 9 november vernam dat de troepen niet langer voor hem wilden vechten, trad hij af als Duits keizer. Hij wilde aanblijven als koning van Pruisen, maar de novemberrevolutie bracht de monarchie ten val en de rijkskanselier zette hem af als staatshoofd. Aangezien de Britten en Fransen kenbaar hadden gemaakt dat ze de ex-keizer als oorlogsmisdadiger wilden vervolgen, ging Wilhelm de volgende dag vanuit Spa rechtstreeks naar de Nederlandse grensplaats Eijsden, waar hij asiel aanvroeg. De Nederlandse regering stond dit toe en hij bleef voor de rest van zijn leven in Nederlandse 'ballingschap'.
In juli 1920 hielden de geallieerden in het kasteel La Fraineuse te Spa de naar de stad genoemde conferentie, als vervolg op de conferentie van Versailles. Ze ging voornamelijk over herstelbetalingen, ontwapening, bevoorrading en grenzen.

## Bezienswaardigheden
- Het Voormalig badhuis van Spa, een monumentaal Neorenaissancegebouw uit 1868 en lange tijd het belangrijkste kuuroord van de stad.
- Het gemeentemuseum van Spa (Musée de la Ville d'eaux) bevindt zich in de oude koninklijke villa van koningin Marie Henriëtte van Oostenrijk. In de bijbehorende stallen is het museum van het paard.
- De Leopold II Galerie uit 1878 is een indrukwekkend geheel, dat bestaat uit twee paviljoenen (het Marie-Henriettepaviljoen en het paviljoen de Petits Jeux), die met elkaar zijn verbonden door een overdekte wandelgang. Het gebouw van William Hansen is een typisch voorbeeld van de 19e-eeuwse monumentale metalen constructies, met gietijzeren zuilen en kapitelen. Het geheel bevindt zich in het Parc de Sept Heures, dat zijn naam dankt aan het uur waarop de kuurgasten het park bezochten om te wandelen.
- De Peter-de-Grote-bron bevindt zich in een monument in de vorm van een achthoekig prieel uit 1880. Het gebouw, waar sinds 2012 de dienst voor toerisme huist, is het werk van stedenbouwkundige Victor Besme. Het water met uitgesproken ijzerachtige smaak kan direct vanuit de bron worden geproefd. In de grote zaal van het monument getuigt het fresco 'het Gouden Boek' van het roemrijke verleden van Spa.
- De Waux-hall, een casino uit 1770
- De Protestantse kerk, een neogotisch gebouw uit 1876
- De neoromaanse Sint-Remacluskerk, herbouwd in 1885
- De Cascade monumentale, een constructie uit 1862 met beeldhouwwerk van Jacques Jaquet en Thomas Vinçotte waarop platen met 170 bezoekers zijn aangebracht
- Museum van het Bos en van het Water

In de gemeente Stavelot, nabij Spa, ligt het autoracecircuit Spa-Francorchamps waar onder andere Formule 1-wedstrijden worden gehouden. In die gemeente bevindt zich ook het museum van het circuit.

## Spa als begrip

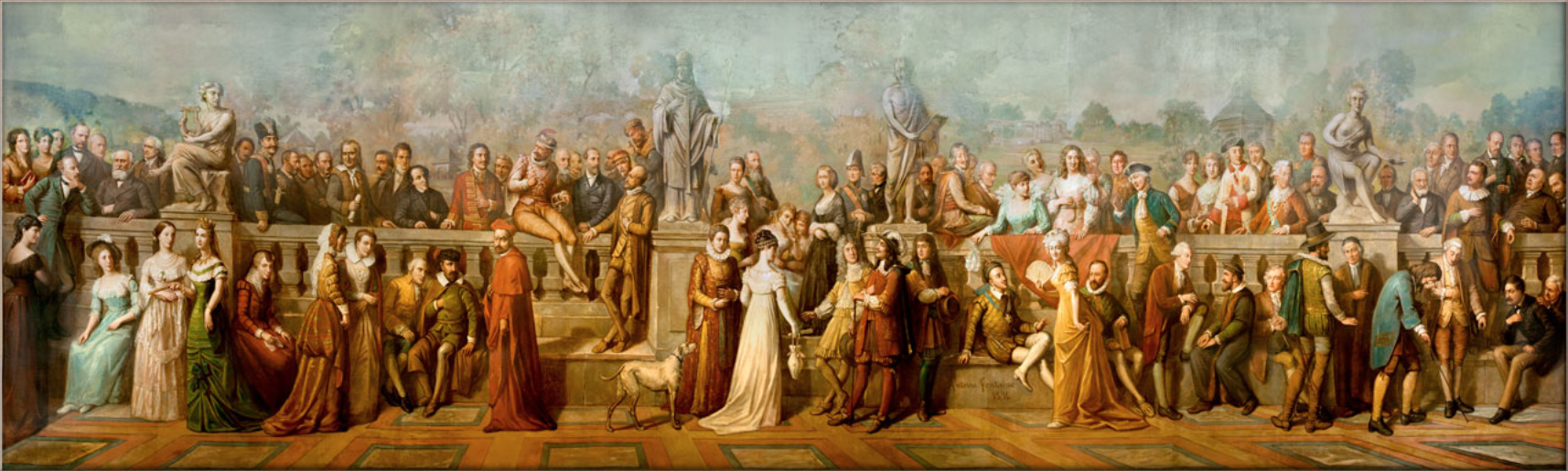
Livre d'Or (Antoine Fontaine, 1894). Dit 9 meter lange schilderij toont 91 bekende bezoekers van de thermen van Spa.

De plaats Spa is in de loop der tijd geoniem geworden aan elke plaats met een natuurlijke waterbron waarvan wordt geloofd dat deze een speciale genezende werking heeft. Als een generieke term wordt het woord 'spa' ook gebruikt voor resorthotels en kuuroorden vaak gelegen in de buurt van een mineraalwaterbron of heetwaterbron – die whirlpools of andersoortige warmwaterhydromassagefaciliteiten aanbieden. Bijvoorbeeld op cruiseschepen worden de sauna en whirlpools e.d. aangeduid als 'spa'.
"Spa bruis" lijkt op weg een soortnaam te worden. Het bedrijf Spa Monopole is sinds 1921 de exclusieve producent van dit bronwater, dat echter niet uit dezelfde bronnen komt als het ijzerhoudend water. Spa Monopole is onderdeel van de Spadel-groep die ook de bronnen van de Waalse plaatsen Spontin en Chevron controleert.

## Overige kernen
Creppe, Nivezé (gedeeltelijk) en Winamplanche (gedeeltelijk)

## Demografische ontwikkeling
Alle historische gegevens hebben betrekking op de huidige gemeente, inclusief deelgemeenten, zoals ontstaan na de fusie van 1 januari 1977.
- Bronnen:NIS, Opm:1831 tot en met 1981=volkstellingen; 1990 en later= inwonertal op 1 januari

| Inwoners van jaar tot jaar op 1 januari 1992 tot heden | Inwoners van jaar tot jaar op 1 januari 1992 tot heden | Inwoners van jaar tot jaar op 1 januari 1992 tot heden |
| jaar                                                   | Aantal                                                 | Evolutie: 1992=index 100                               |
| ------------------------------------------------------ | ------------------------------------------------------ | ------------------------------------------------------ |
| 1992                                                   | 10.270                                                 | 100,0                                                  |
| 1993                                                   | 10.383                                                 | 101,1                                                  |
| 1994                                                   | 10.432                                                 | 101,6                                                  |
| 1995                                                   | 10.444                                                 | 101,7                                                  |
| 1996                                                   | 10.365                                                 | 100,9                                                  |
| 1997                                                   | 10.384                                                 | 101,1                                                  |
| 1998                                                   | 10.367                                                 | 100,9                                                  |
| 1999                                                   | 10.312                                                 | 100,4                                                  |
| 2000                                                   | 10.333                                                 | 100,6                                                  |
| 2001                                                   | 10.362                                                 | 100,9                                                  |
| 2002                                                   | 10.394                                                 | 101,2                                                  |
| 2003                                                   | 10.516                                                 | 102,4                                                  |
| 2004                                                   | 10.491                                                 | 102,2                                                  |
| 2005                                                   | 10.568                                                 | 102,9                                                  |
| 2006                                                   | 10.543                                                 | 102,7                                                  |
| 2007                                                   | 10.472                                                 | 102,0                                                  |
| 2008                                                   | 10.551                                                 | 102,7                                                  |
| 2009                                                   | 10.553                                                 | 102,8                                                  |
| 2010                                                   | 10.563                                                 | 102,9                                                  |
| 2011                                                   | 10.529                                                 | 102,5                                                  |
| 2012                                                   | 10.579                                                 | 103,0                                                  |
| 2013                                                   | 10.487                                                 | 102,1                                                  |
| 2014                                                   | 10.451                                                 | 101,8                                                  |
| 2015                                                   | 10.489                                                 | 102,1                                                  |
| 2016                                                   | 10.415                                                 | 101,4                                                  |
| 2017                                                   | 10.345                                                 | 100,7                                                  |
| 2018                                                   | 10.378                                                 | 101,1                                                  |
| 2019                                                   | 10.229                                                 | 99,6                                                   |
| 2020                                                   | 10.149                                                 | 98,8                                                   |
| 2021                                                   | 10.122                                                 | 98,6                                                   |
| 2022                                                   | 10.002                                                 | 97,4                                                   |
| 2023                                                   | 9.890                                                  | 96,3                                                   |
| 2024                                                   | 9.812                                                  | 95,5                                                   |
| 2025                                                   | 9.806                                                  | 95,5                                                   |

## Politiek

### Resultaten gemeenteraadsverkiezingen sinds 1976
| Partij                                                  | 10-10-1976 | 10-10-1976 | 10-10-1982 | 10-10-1982 | 9-10-1988 | 9-10-1988 | 9-10-1994 | 9-10-1994 | 8-10-2000 | 8-10-2000 | 8-10-2006 | 8-10-2006 | 14-10-2012 | 14-10-2012 | 14-10-2018 | 14-10-2018 | 13-10-2024 | 13-10-2024 |
| Stemmen / Zetels                                        | %          | 21         | %          | 21         | %         | 21        | %         | 21        | %         | 21        | %         | 21        | %          | 21         | %          | 21         | %          | 21         |
| ------------------------------------------------------- | ---------- | ---------- | ---------- | ---------- | --------- | --------- | --------- | --------- | --------- | --------- | --------- | --------- | ---------- | ---------- | ---------- | ---------- | ---------- | ---------- |
| PS1 / SPA2/ Pluriel!A                                   | 33,051     | 8          | 22,861     | 5          | 23,271    | 5         | 17,651    | 4         | 24,011    | 5         | 20,431    | 4         | 17,562     | 3          | 10,352     | 1          | 27,47A     | 6          |
| PSC1 / ICS2 / SPA0003 / cdH-OC4 / Osons Spa5/ Pluriel!A | 28,831     | 6          | 24,331     | 6          | 17,172    | 3         | 12,113    | 2         | 15,251    | 3         | 12,694    | 2         | 18,75      | 4          | 12,185     | 2          | 27,47A     | 6          |
| ECOLO                                                   | -          |            | 4,33       | 0          | -         |           | 5,75      | 0         | 8,89      | 1         | 9,2       | 1         | 8,55       | 1          | -          |            | -          |            |
| PRL1/ MR2/ MRuc3                                        | 22,831     | 5          | 32,591     | 8          | 44,131    | 11        | 52,291    | 14        | 51,851    | 12        | 53,532    | 14        | 55,192     | 13         | 43,792     | 11         | 31,173     | 7          |
| RW                                                      | 7,43       | 1          | 5,63       | 0          | -         |           | -         |           | -         |           | -         |           | -          |            | -          |            | -          |            |
| SPA1 / GR SPA2                                          | 7,861      | 1          | 10,261     | 2          | 10,672    | 2         | -         |           | -         |           | -         |           | -          |            | -          |            | -          |            |
| REN SPA                                                 | -          |            | -          |            | 4,76      | 0         | -         |           | -         |           | -         |           | -          |            | -          |            | -          |            |
| ESPACE                                                  | -          |            | -          |            | -         |           | 7,66      | 1         | -         |           | -         |           | -          |            | -          |            | -          |            |
| FN                                                      | -          |            | -          |            | -         |           | 4,54      | 0         | -         |           | -         |           | -          |            | -          |            | -          |            |
| Transparence                                            | -          |            | -          |            | -         |           | -         |           | -         |           | 4,15      | 0         | -          |            | -          |            | -          |            |
| Alternative-plus1/ A+2                                  | -          |            | -          |            | -         |           | -         |           | -         |           | -         |           | -          |            | 30,381     | 7          | 38,252     | 8          |
| Insoumis                                                | -          |            | -          |            | -         |           | -         |           | -         |           | -         |           | -          |            | -          |            | 3,12       | 0          |
| LHS                                                     | -          |            | -          |            | -         |           | -         |           | -         |           | -         |           | -          |            | 1,87       | 0          | -          |            |
| WI                                                      | -          |            | -          |            | -         |           | -         |           | -         |           | -         |           | -          |            | 1,42       | 0          | -          |            |
| Totaal stemmen                                          | 6523       | 6523       | 6622       | 6622       | 6744      | 6744      | 6914      | 6914      | 6807      | 6807      | 7165      | 7165      | 6762       | 6762       | 6670       | 6670       | 6275       | 6275       |
| Opkomst %                                               |            |            |            |            | 89,6      | 89,6      | 88,91     | 88,91     | 85,87     | 85,87     | 87,12     | 87,12     | 80,69      | 80,69      | 81,79      | 81,79      | 80,36      | 80,36      |
| Blanco en ongeldig %                                    | 4,06       | 4,06       | 5,53       | 5,53       | 5,95      | 5,95      | 4,69      | 4,69      | 6,93      | 6,93      | 5,78      | 5,78      | 5,92       | 5,92       | 7,18       | 7,18       | 7,46       | 7,46       |

## Verkeer en vervoer
De stad beschikt over twee treinstations langs Spoorlijn 44: Station Spa en station Spa-Géronstère. Er is maar 1 verbinding, de L-trein Spa-Géronstère - Verviers-Centraal - Welkenraedt, die beide stations verbindt.
De stad beschikt over een privaat vliegveld: Aérodrome de Spa-La Sauvenière

## Sport
Spa was twee keer etappeplaats in de wielerkoers Ronde van Frankrijk. De Duitser Rudi Altig (1962) en Fransman Sylvain Chavanel (2010) wonnen er een rit.

## Geboren in Spa
- Mathieu-Antoine Xhrouet (1672-1747), tekenaar en politicus
- Renier Roidkin (1684-1741), kunstschilder
- Remacle Leloup (1694-1746), tekenaar
- William Cavendish (1720-1764), Brits eerste minister
- Albert Renard (1877-1961), politicus
- Maurice Henrijean (1903-1940), atleet
- René Defossez (1905-1988), componist, muziekpedagoog en dirigent
- Jean-Pierre Talbot (1943), leraar en acteur
- Alda Greoli (1962), politica

## Afbeeldingen

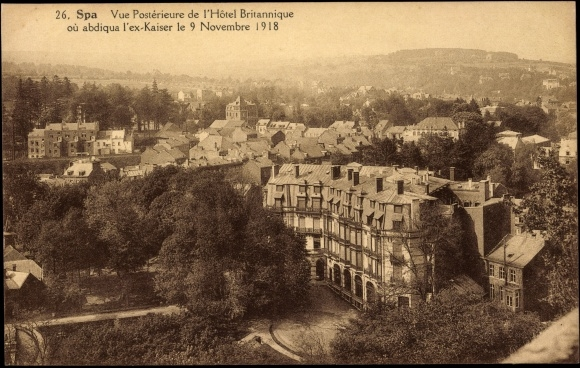
Het Hôtel Britannique kort na de Eerste Wereldoorlog
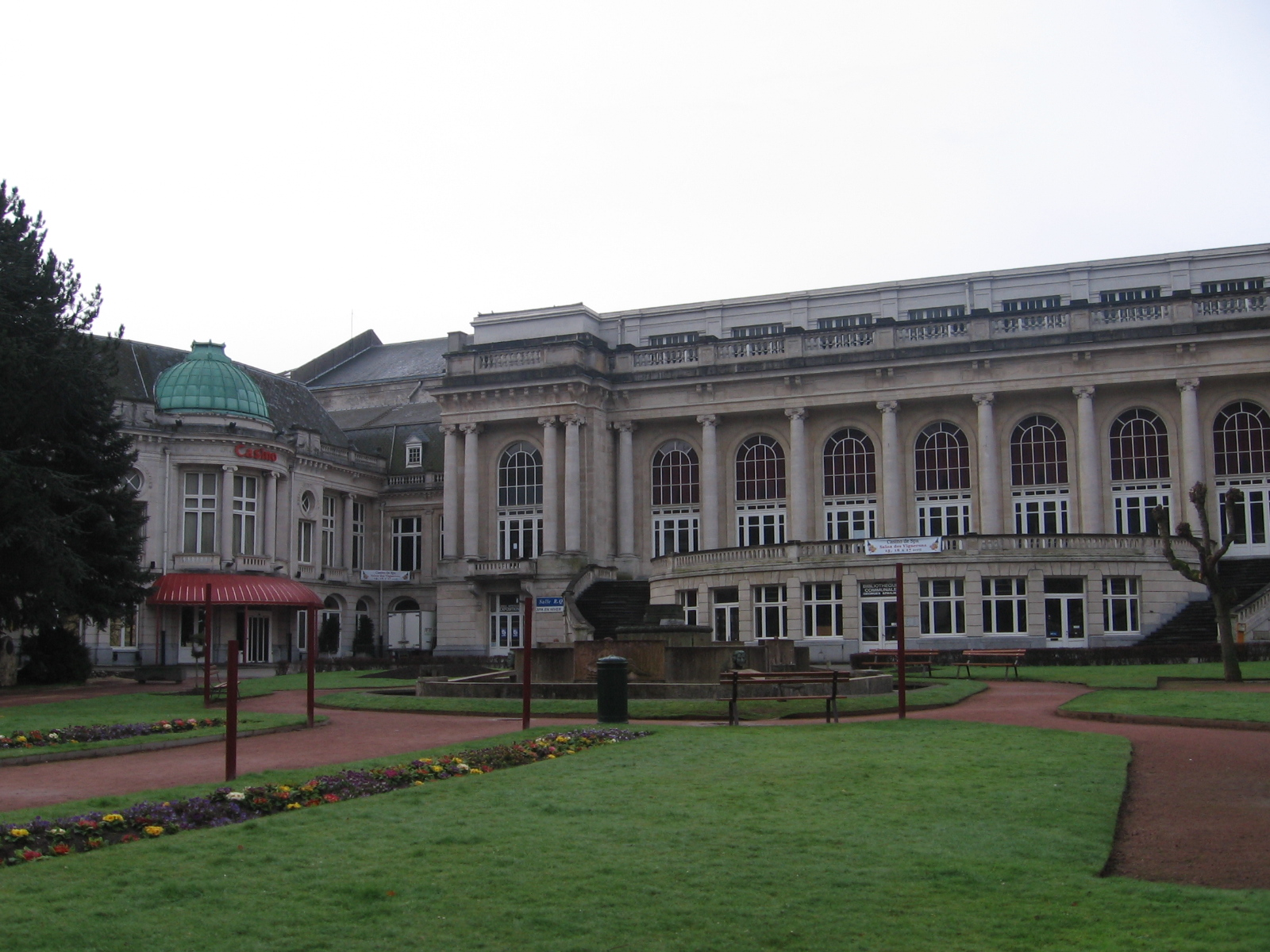
Casino en bibliotheek
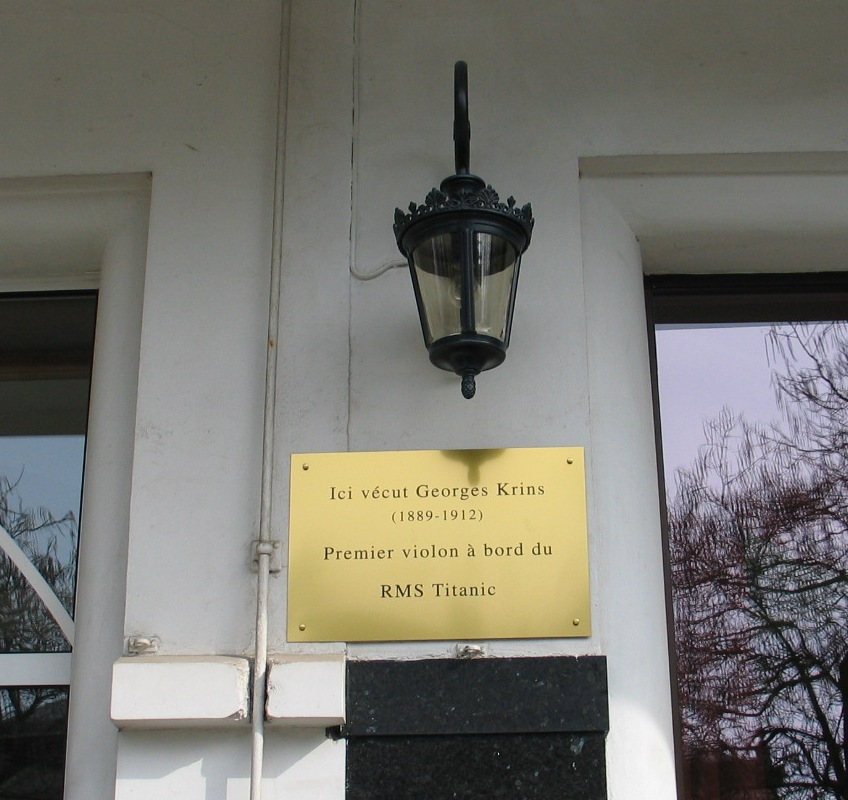
Opschrift op een gebouw in Spa: 'Hier verbleef Georges Krins (1889 - 1912) eerste violist aan boord van de Titanic